# Marcellina (gnostiker)
Marcellina var en av de få kvinnliga kristna ledarna under 100-talet i Rom. Hon kom ursprungligen från Alexandria där hon lärde sig av Karpokrates. Hennes rörelse var klart gnostisk och anhängarna kallades för marcellianer. De förnekade alla de världsliga lagarna, och var störst mellan 150 och 160-talen. De delade allt, inklusive partner, och de satte upp bilder på grekiska filosofer vid sidan av ikoner på Kristus.
Irenaeus klagade i sin skrift Mot heresierna över att Marcellina ledde massorna på fel väg. Hennes anhängare skall ha brännmärkt sig med ett litet märke på baksidan av högra örat.